# Frank Nelson
Frank Brandon Nelson (6 de maio de 1911 — 12 de setembro de 1986) foi um ator cômico norte-americano, conhecido por interpretar Ralph Ramsey em I Love Lucy.